# Puebla de Arenoso
Puebla de Arenoso település Spanyolországban, Castellón tartományban. Puebla de Arenoso Cortes de Arenoso, Fuente la Reina és Montanejos községekkel határos. Lakosainak száma 174 fő (2024).

## Népesség
A település népessége az elmúlt években az alábbi módon változott:
| Lakosok száma | 161  | 158  | 184  | 202  | 175  | 154  | 143  | 158  | 158  | 174  |
|               | 2001 | 2004 | 2006 | 2009 | 2011 | 2014 | 2016 | 2019 | 2021 | 2024 |